# Oscar Burkard
Pour les articles homonymes, voir Burkard.
 (février 2021).
Si vous disposez d'ouvrages ou d'articles de référence ou si vous connaissez des sites web de qualité traitant du thème abordé ici, merci de compléter l'article en donnant les références utiles à sa vérifiabilité et en les liant à la section « Notes et références ».
Oscar Burkard, né à Achern, Grand-duché de Bade (Empire allemand) le 21 décembre 1877 et mort à Rome le 18 février 1950, est un militaire américain de la Première Guerre mondiale.

## Biographie
Oscar Burkard est né à Achern en Allemagne. Sa famille immigre en 1895 quand il a 8 ans et s'installe à Hay Creek (en) dans le Minnesota. Il intègre la 3e division d'infanterie à fort Snelling comme infirmier. 
En 1898, il participe à la bataille de Sugar Point à Lac Leech. Pendant la bataille, il sauve plusieurs soldats sous le feu. Il a reçu la Médaille d'Honneur pour bravoure le 21 août 1899.

### La Première Guerre mondiale
Il sert comme major.

### Après Guerre
Il décède dans la région de New York en 1950.